# Богатищі
Богатищі (рос. Богатищи) — присілок в Палехському районі Івановської області Російської Федерації.
Населення становить 9 осіб. Входить до складу муніципального утворення Раменське сільське поселення.

## Історія
Від 2005 року входить до складу муніципального утворення Раменське сільське поселення.

## Населення
| 1859 | 1905 | 2002 | 2010 |
| ---- | ---- | ---- | ---- |
| 424  | ↘386 | ↘28  | ↘9   |